# Tuba Skinny
Tuba Skinny est un groupe américain de jazz de la Nouvelle-Orléans formé en 2009, composé de divers instrumentistes dont un tuba, un trombone, un cornet, un banjo ténor, une guitare, des voix, du washboard, parfois une clarinette. Ce groupe, dont le nom signifie littéralement « maigre comme un tuba », produit une musique inspirée par le jazz précoce des années 1920 et 1930. Depuis sa formation, le groupe composé à l'origine de musiciens de rue depuis constitué en groupe fidèle, s'est produit partout dans le monde, lors de festivals de rue ou sur scène.

## Discographie
- Owl Call Blues
- Pyramid Strut
- Rag Band
- Garbage Man
- Six Feet Down
- Tubaskinny
- Blue Chime Stomp
- Tupelo Pine
- Nigel's Dream
- Some Kind-a-Shake

## Membres actuels
- Shaye Cohn[note 1], cornet, fiddle, piano, accordéon, banjo, cuillers
- John Doyle, clarinette
- Craig Flory, clarinette et saxophone
- Barnabus Jones, trombone, banjo, fiddle, guitare et voix
- Jason Lawrence, banjo et guitare
- Erika Lewis, voix et percussion
- Robin Rapuzzi, planche à laver
- Gregory Sherman, guitare et harmonica
- Todd (Winfield Newton Burdick III), tuba

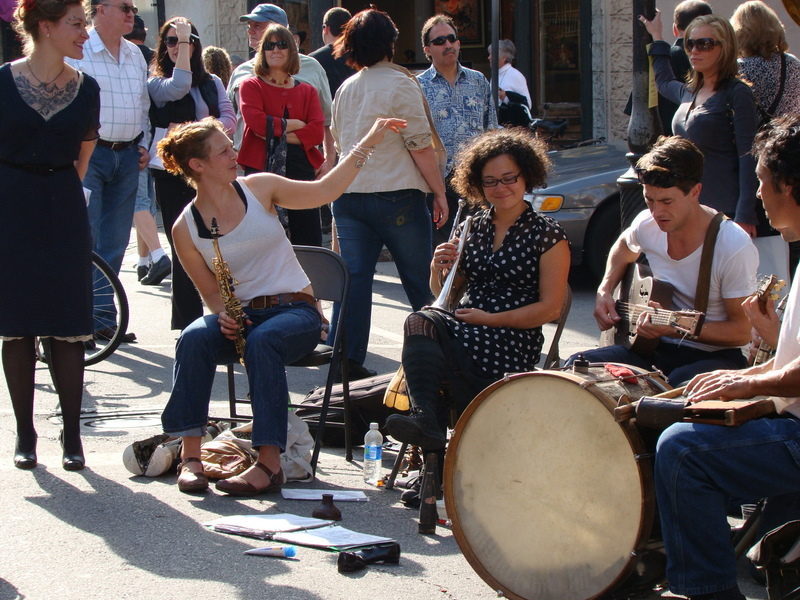
Shaye Cohn
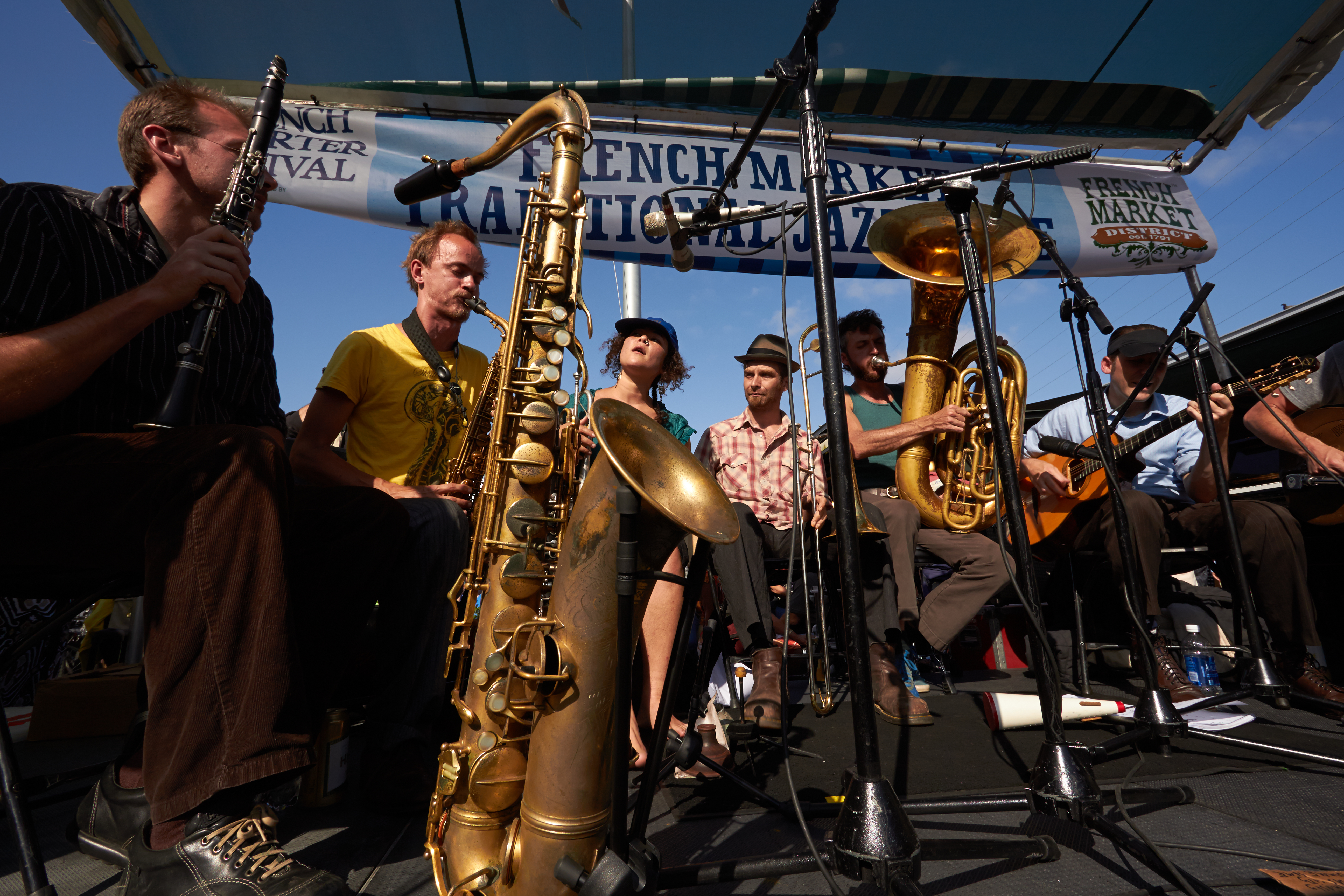
Todd Burdick et Barnabus Jones
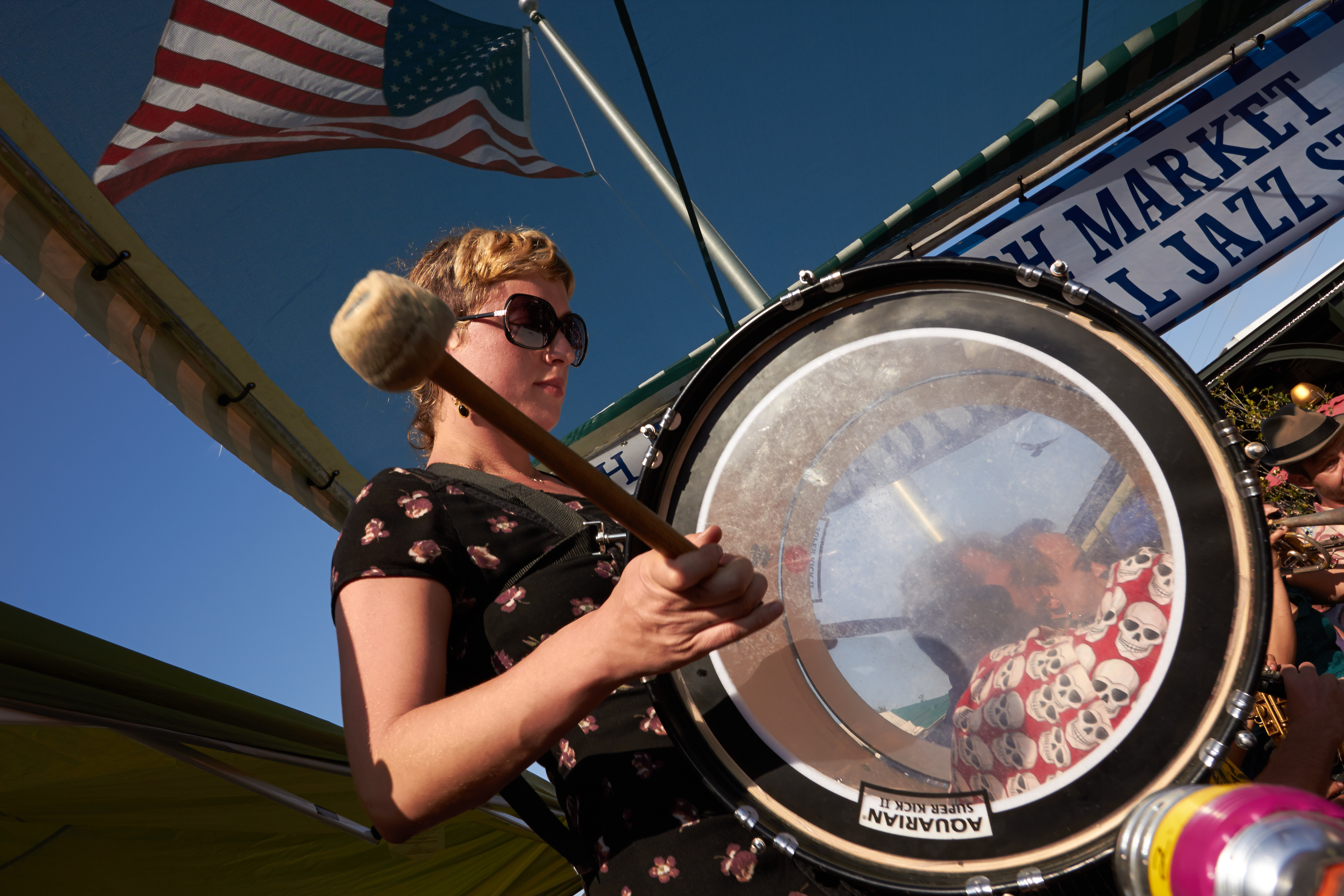
Erika Lewis

## Engagement politique
En 2011, ils annulent leur présence au festival de jazz de la mer Rouge, et précisent que « les raisons de [leur] annulation sont nombreuses. Au début, quand [ils] ont donné leur accord pour jouer au festival, [ils] n'étaient pas conscients que celui-ci était largement sponsorisé par l'État [d'Israël] ou qu'on refuserait l'entrée aux gens de l'autre côté du mur »,.